# Port Autonome de Dakar
Der Port Autonome de Dakar (PAD) ist der Seehafen von Dakar, der Hauptstadt Senegals. Er ist der größte Hafen des Landes. Er wird als staatliches Unternehmen betrieben. Nach den Häfen von Abidjan und Lagos ist er der drittgrößte Hafen Westafrikas.

## Geographische Lage
Der Hafen liegt in der geschützten Baie de Gorée der Kap-Vert-Halbinsel, dem westlichsten Punkt Afrikas, und an der Kreuzung wichtiger Seewege, die Europa, Afrika und Südamerika verbinden. Vor dem eigentlichen Hafengebiet liegt als Reede die Rade de Dakar. Das Hafengebiet grenzt direkt an das historische Stadtzentrum von Dakar und erstreckt sich mit Hafenbecken und Kaianlagen über rund 3,50 km².

## Geschichte

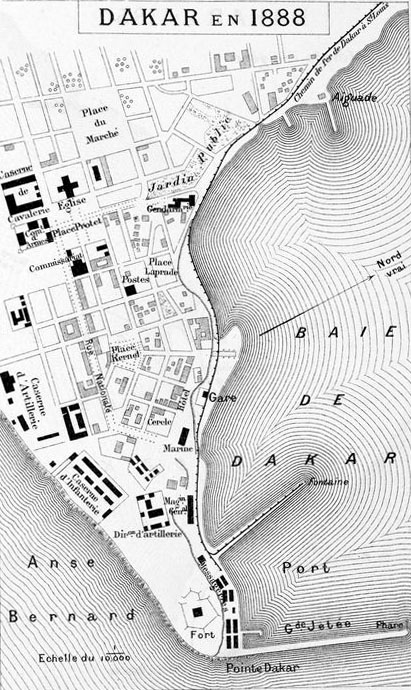
Keimzelle von Stadt und Hafen Dakar

Um für Französisch-Westafrika endlich einen leistungsfähigen Tiefwasserhafen zu schaffen, nahmen die französischen Truppen unter der Führung des Kapitäns zur See Auguste-Léopold Protet (1808–1862), bis 1854 Gouverneur der Kolonie Senegal, im Jahr 1857 von der Insel Gorée aus die Cap-Vert-Halbinsel in Besitz und ließen sich auf der der Insel am nächsten gelegenen Südostspitze des Festlands nieder. Eigentlicher Gründer von Dakar war Émile Pinet-Laprade (später wurde auch er Gouverneur der Kolonie Senegal). Er war Kommandeur eines Pionier-Bataillons und erstellte im Juni 1858 einen ersten Katasterplan mit schachbrettartigem Straßennetz für eine Hafensiedlung mit Militärstützpunkten verschiedener Truppenteile. 
Aus der nebenstehenden Kartenskizze von 1888, die zum Einnorden um etwa 75 Grad gegen den Uhrzeigersinn gedreht werden muss, ist ersichtlich, dass die Place Kermel (später bebaut mit der inzwischen denkmalgeschützten Markthalle Marché Kermel) im Mittelpunkt der Siedlung stand und die Place du Marché eher am Westrand in der Nähe eines traditionellen Lébou-Fischerdorfs, noch einen Straßenblock weiter westlich als die Place Protet (später zur Place de l’Indépendance umgewidmet). 
Die Arbeiten am Hafen von Dakar begannen 1862. 1866 wurde er eingeweiht. Aus der Kartenskizze von 1888 ist ersichtlich, dass der Hafen (Port) direkt bei der Pointe de Dakar lag und zwischen zwei Piers (Jetée) lediglich rund 200 Meter Uferlänge beanspruchte. Das entspricht etwa dem Becken zwischen Mole 2 und Mole 3 ganz im Südosten des modernen Hafens. Um die Kapazitäten des Hafens zu nutzen, war er schon als Endpunkt geplant im ersten Bauabschnitt der Bahnstrecke Dakar–Niger, die Saint-Louis mit Dakar verband. Der erste Bahnhof von 1885 lag nordöstlich der Place Kermel. Als der Hafen nach Nordwesten erweitert wurde, wurde die Bahnstrecke im Jahr 1914 um 700 Meter verkürzt und am Gleisende ein neuer Kopfbahnhof errichtet. Das stillgelegte Ende der Gleisanlagen wich dem Boulevard de la Libération.

## Wirtschaft und Infrastruktur
Der Hafen verfügt über einen der größten Tiefwasserhäfen an der westafrikanischen Küste. Die Fahrwassertiefe der 200 Meter breiten Hafenzufahrt ermöglicht Schiffsbewegungen rund um die Uhr. Zu seiner aktuellen Infrastruktur gehören Be- und Entladeterminals für Tankschiffe, ein Containerterminal mit einer Lagerkapazität von 3000 20-Fuß-Einheiten, ein Getreide- und Fischereihafen, ein Phosphat- und Schwermineralterminal und eine privat betriebene Schiffswerft. 
Das Hafengebiet ist über die direkt angrenzende Nationalstraße N 1 und die mautpflichtige Autoroute 1 mit dem Hinterland verbunden. Auch die Bahnstrecke Dakar–Niger beginnt hier, am Gare de Dakar. Industriegleise führen direkt zu einigen Kaianlagen, die namentlich von den Bergbauunternehmen Industries chimiques du Sénégal und Grande Côte Opérations zur Verschiffung ihrer Erzeugnisse genutzt werden.

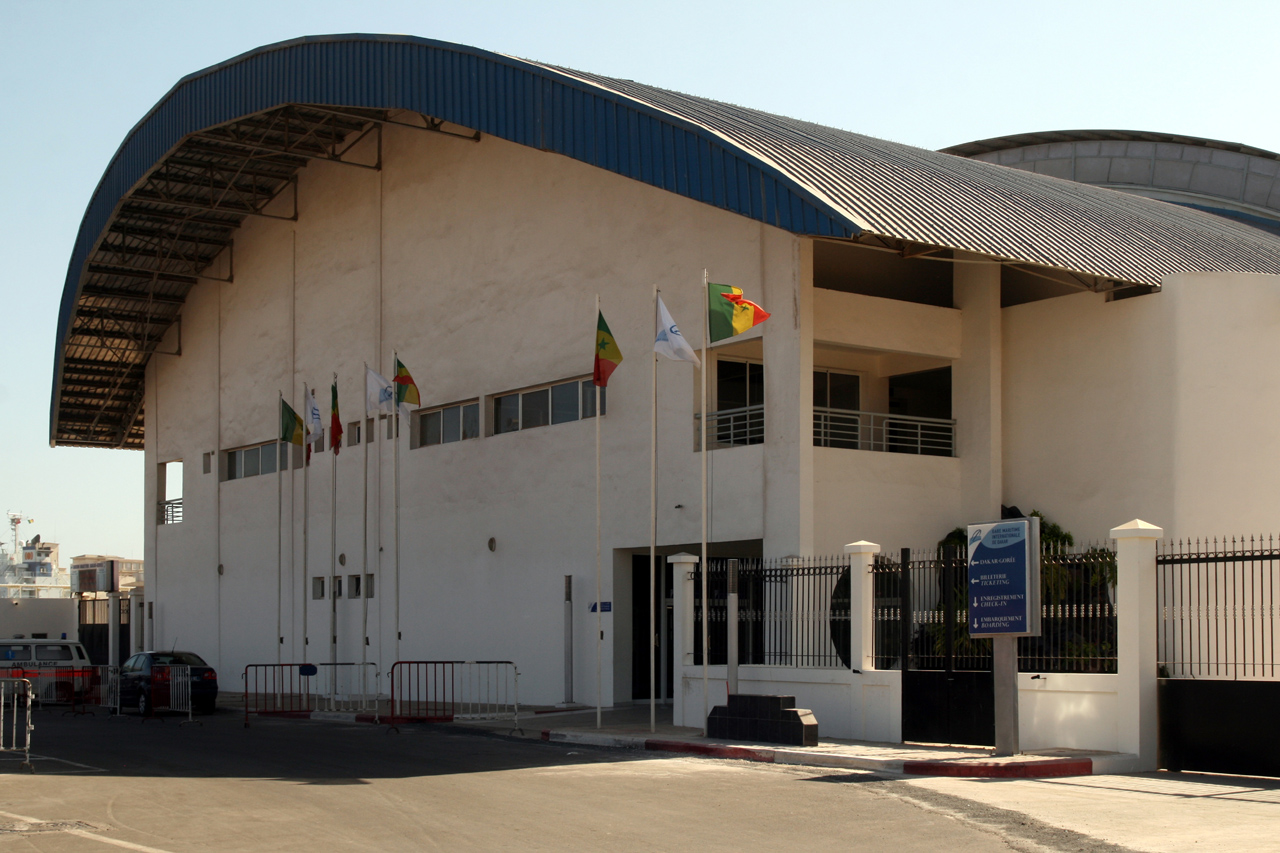
Gare maritime internationale, Nordwestfassade

Im Mai 2010 wurde ein neues Terminal für den Schiffsverkehr ins Ausland, nach Ziguinchor und auf die Insel Gorée eröffnet, die Gare Maritime Internationale de Dakar. Die Kosten des Neubaus beliefen sich auf 1,6 Milliarden CFA-Francs (etwa 2,4 Millionen Euro). Fährschiffe gehen täglich nach Ziguinchor. Für die rund 320 Kilometer lange Strecke dauert die Fahrt 15 bis 17 Stunden. Die rund vier Kilometer lange Überfahrt auf die Insel Gorée dauert nur wenige Minuten und  findet tagsüber grundsätzlich im Stundentakt statt.
Der Güterumschlag summierte sich im Jahr 2022 auf 22,44 Millionen Tonnen, von denen 18,40 Millionen gelöscht und 4,04 Millionen Tonnen geladen wurden. Gut zehn Prozent des Umschlags entfielen auf den Transithandel mit dem Nachbarland Mali.

## Kultur
Port Autonome unterhält einige Vereine (Associations), darunter namentlich die Union culturelle et sportive des travailleurs du Port Autonome, die in der Abkürzung UCST Port Autonome als Fußball-Erstligist einen Namen hat.